# Московский юридический институт
Моско́вский юриди́ческий институ́т — высшее учебное заведение, существовавшее с 1931 по 1954 годы. Задачей института была подготовка и переподготовка квалифицированных работников и теоретических кадров в области советского права.

## История

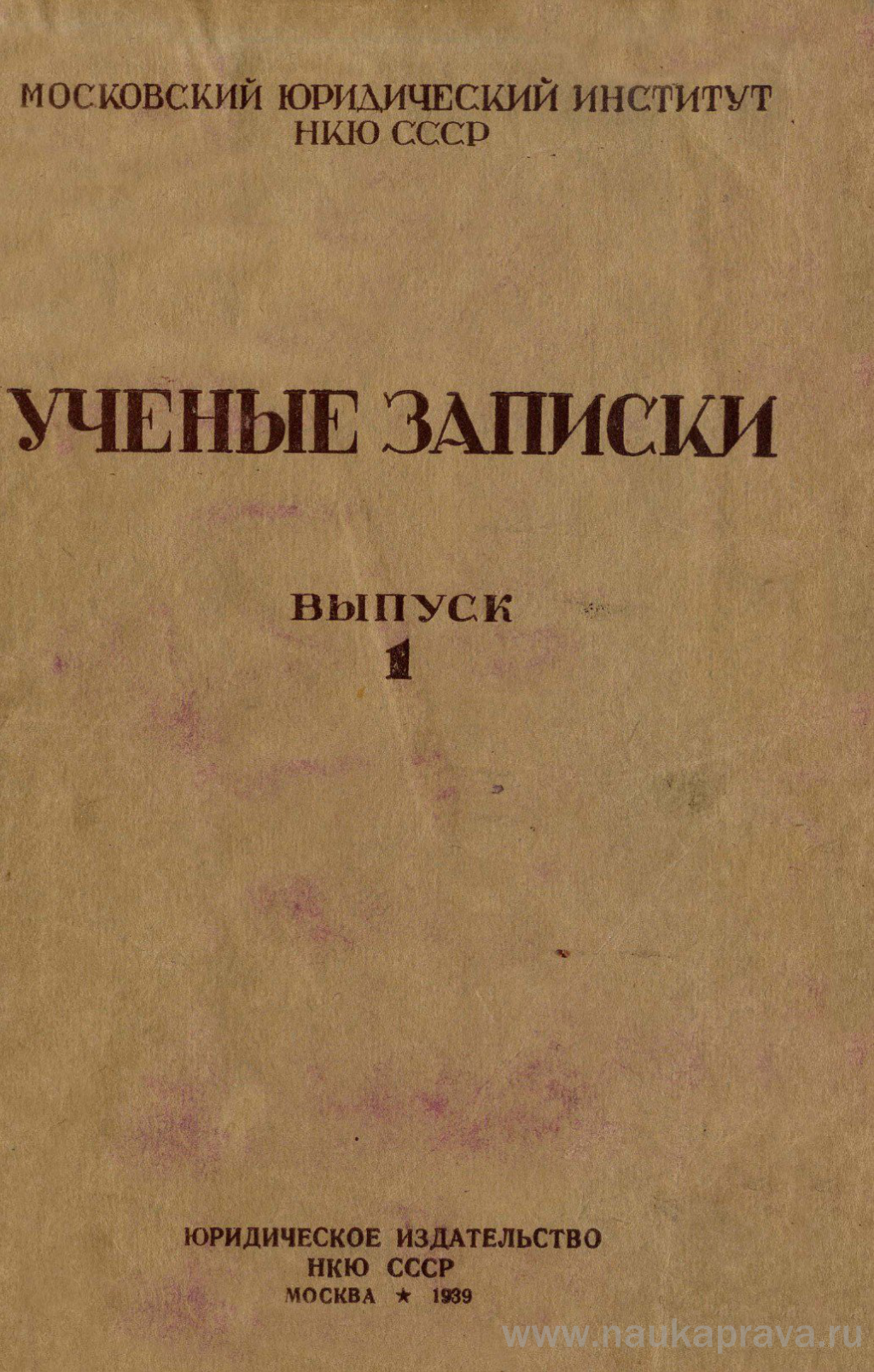
Первый выпуск Ученых записок МЮИ (1939)

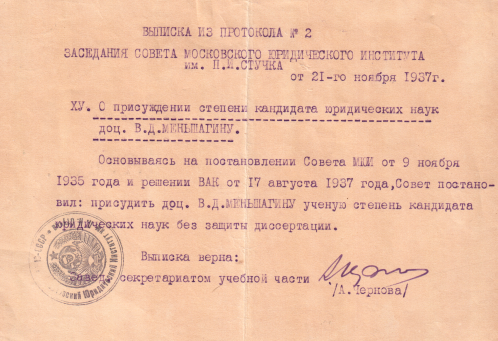
Выписка из протокола заседания Совета МЮИ о присуждении степени кандидата наук (1937)

После Октябрьской революции в России начала складываться советская система подготовки юридических кадров, первоначально в форме заочного обучения. В частности, в 1923 году в Москве начали работу Высшие юридические курсы, находившиеся под двойным подчинением Наркомюста РСФСР и Наркомпроса РСФСР. В 1929 году был учрежден Центральный заочный институт советского права, начавший работу в 1933 году.
К началу 1930-х годов стало подвергаться критике классическое юридическое университетское образование. Более эффективной была признана утилитарная образовательная модель: наркоматы должны были самостоятельно определять потребность в специалистах своего профиля и организовывать их обучение. Немаловажной задачей была и замена юристов, получивших дореволюционное образование: в мае 1930 года нарком юстиции РСФСР Н. М. Янсон прямо говорил, что вытеснение старых специалистов из области права и замена их «нашими, новыми» есть «абсолютно правильная тенденция и совершенно необходимая».
20 апреля 1931 года было принято постановление ВЦИК «О мероприятиях по подготовке и переподготовке кадров работников советского строительства». В целях улучшения подготовки кадров, усиления связи преподавания юридических наук с практикой постановлялось выделить из МГУ, ЛГУ, Саратовского, Иркутского и Казанского университетов факультеты советского строительства и права, реорганизовав их в самостоятельные институты:
- советского строительства для подготовки руководящего и инструкторского состава районных исполкомов и советов городов и крупных фабрично-заводских поселков, передав эти институты в ведение ВЦИК, с возложением непосредственного управления ими на соответствующие краевые (областные) исполкомы и ЦИК Татарской АССР;
- советского права для подготовки судебно-прокурорских работников для краевых, областных и районных органов, передав эти институты в ведение Народного комиссариата юстиции РСФСР.

1 июня 1931 года Наркомюст РСФСР утвердил положение о Московском институте советского права, в соответствии с которым на институт сверх подготовки и переподготовки квалифицированных работников в области советского права возлагались: подготовка к поступлению в юридические вузы рабочих, батраков, колхозников и представителей бедного и среднего крестьянства; подготовка теоретических кадров в области советского права; распространение научных и практических сведений в области права среди широких трудящихся масс; оказание учебно-методической и организационной помощи юридическим учебным заведениям.
Первый набор студентов в Московский институт советского права был проведен летом 1931 года, занятия начались 1 сентября 1931 года. Общее число студентов составило 468 человек. Первым директором Московского института советского права стал П. И. Стучка. После смерти Стучки в 1932 году институту было присвоено его имя.
В 1932 году в институте работали 109 преподавателей, в том числе 23 профессора, 72 доцента и 14 ассистентов; общее число студентов составило 422 человека. В 1932 году институт окончили 129 специалистов. Всего за 1931—1940 годы институт выпустил 1084 специалиста, аспирантуру института окончили 42 человека.
Первоначально срок обучения в институте устанавливался в три года. В 1936 году институт перешел на четырехлетнюю систему обучения.
В 1935 году Московский институт советского права имени П. И. Стучки был переименован в Московский юридический институт (МЮИ). В период Большого террора имя Стучки было исключено из названия института.
В 1938 году Московский институт советского строительства был переименован в Институт государственного права и государственного управления, а затем преобразован в Юридический институт Прокуратуры СССР, который в 1941 году был присоединен к МЮИ.
С 1939 года стали выходить «Ученые записки Московского юридического института».
В 1939—1940 годах в институте работали 77 преподавателей, в том числе 18 профессоров, 20 доцентов, 9 старших преподавателей, 30 ассистентов.
В 1939 году Московский юридический институт, находившийся в ведении Наркомюста РСФСР, был передан в подчинение образованного в 1936 году Народного комиссариата юстиции СССР.
В 1940—1941 годах в институте учились 840 студентов, работали 95 профессоров и преподавателей. В 1941 году институт выпустил 200 специалистов, в 1942 году — 220 специалистов.
С началом Великой Отечественной войны Московский юридический институт был эвакуирован в Алма-Ату и временно объединен с Алма-Атинским юридическим институтом в 1-й Государственный юридический институт НКЮ СССР. После возвращения в Москву в 1943 году институту возвращено прежнее название.
В связи с недостатком юридических кадров в марте 1942 года был восстановлен юридический факультет МГУ при сохранении Московского юридического института.
В 1945 году МЮИ являлся крупнейшим юридическим вузом СССР. В нем обучалось 1569 студентов и 36 аспирантов, преподавало более 100 профессоров и доцентов. О возросшем интересе к юридическому образованию свидетельствовал тот факт, что на 400 вакантных мест в институт было подано 1729 заявлений о поступлении.
В мае 1946 года Московский юридический институт был передан в ведение Министерства высшего образования СССР. В составе последнего было образовано Главное управление юридических вузов во главе с Г. И. Федькиным, занимавшим должность директора МЮИ.
5 октября 1946 года ЦК ВКП(б) принял постановление «О расширении и улучшении юридического образования в стране». Выполняя постановление, Министерство высшего образования СССР значительно расширило прием студентов в юридические вузы. В 1949 году в МЮИ обучалось 1854 студента, 44 аспиранта, работали 142 научных работника.
К 1950-м годам потребность в юристах перестала быть острой, одновременно повысились требования к качеству подготовки специалистов, уровню научных исследований. Было принято решение вернуть ряд юридических институтов в состав университетов (при этом были оставлены Саратовский, Свердловский и Харьковский институты). В числе прочих был закрыт и Московский юридический институт, который в июле 1954 года был включен в состав юридического факультета МГУ.

## Структура
В 1931 году структура Московского института советского права включала судебно-прокурорское, хозяйственно-правовое, международно-правовое и вечернее отделения. В 1932 году помимо перечисленных открылось исправительно-трудовое отделение. При институте действовали заочные курсы.
В 1933 году было закрыто международно-правовое отделение и прекращен прием на вечернее отделение.
В 1935 году образованы судебно-прокурорский и хозяйственно-правовой факультеты. В начале 1935 года при институте была организована криминалистическая лаборатория, которая наряду с обучением студентов стала производить криминалистические экспертизы. При институте было создано подготовительное отделение со сроком обучения в один год.
В 1936 году факультеты были ликвидированы, а для четвертого курса введены две специальности — «криминалист» и «цивилист». В 1937 году специализация была упразднена и введена общая специальность для выпускников института — «юрист».
В составе института действовали кафедры государственного права, гражданского права, земельного и колхозного права, международного права, теории государства и права, истории государства и права, трудового права, уголовного права, уголовного процесса.

## Руководство
Должность директора МЮИ занимали М. А. Сегаль, Б. Я. Арсеньев, А. А. Герцензон, Г. И. Федькин, Ф. М. Бутов, Н. Г. Судариков и др. Некоторое время обязанности директора института исполнял А. Я. Вышинский.

## Известные преподаватели
В разное время в МЮИ преподавали И. Б. Новицкий, И. С. Перетерский, А. Ф. Клейнман, М. Н. Гернет, С. Ф. Кечекьян, Е. А. Коровин, П. Е. Орловский, В. М. Чхиквадзе, Г. И. Тункин, И. Д. Левин, С. В. Юшков, И. П. Трайнин, В. Д. Меньшагин, А. А. Пионтковский, Н. Г. Александров, М. С. Строгович, Б. С. Утевский, И. Л. Брауде, Н. Д. Казанцев, М. А. Чельцов-Бебутов, М. М. Исаев, И. Т. Голяков, К. П. Горшенин, Ю. М. Ткачевский, К. А. Софроненко, А. Е. Пашерстник и др.